# فرره
فرره (به ایتالیایی: Ferrere) یک کومونه در ایتالیا است که در استان آسته واقع شده‌است.

## خصوصیات
فرره ۱۳٫۹ کیلومترمربع مساحت و ۱٬۵۴۲ نفر جمعیت دارد.

## خواهرخوانده
شهر Predazzo خواهرخواندهٔ فرره هست.